# Вестник Минского губернского комиссара
«Вестник Минского губернского Комиссара» — ежедневная газета, официальный орган Минского губернского комиссара Временного правительства.
Газета выходила с 9 (22) марта по 19 декабря 1917 (1 января 1918) года в Минске на русском языке (вместо «Минских губернских Ведомостей»). С № 33 называлась «Вестник Минского губернского комиссариата». Редакторы: И. М. Багданав, с 31 марта В. И. Самойло. Бесплатно распространялась среди работников местных властей и подписчиков предварительной газеты. Проводила политику Временного правительства, все постановления которого печатались в ней под рубрикой «Действия правительства». На страницах газеты выступали представители политических партий и организаций, в том числе и белорусских («От белорусской комитета», «День белорусского значка»). Все события и материалы подавались в общедемократическом направлении и способствовали консолидации общества. В то же время национальное движение рассматривалось с великорусского позиций. В послеоктябрьский период газета проводила антибольшевистскую политику, основное место в ней занимали материалы, посвящённые Учредительному собранию.
Постановлением СНК Западной области и фронта выход газеты был приостановлен по причине упразднения губернского комиссариата. Подписчики к 1 (13) января 1918 г. получали новое издание — «Советская правда».